# یواس‌ان‌اس گروهبان اندرو میلر (تی‌ای‌کی-۲۴۲)
یواس‌ان‌اس گروهبان اندرو میلر (تی‌ای‌کی-۲۴۲) (به انگلیسی: USNS Sgt. Andrew Miller (T-AK-242)) یک کشتی بود که طول آن ۴۵۵ فوت (۱۳۹ متر) بود. این کشتی در سال ۱۹۴۵ ساخته شد.